# هانس هينرش بيسترفيلد
هانس هينرش بيسترفيلد (بالألمانية: Hans Hinrich Biesterfeldt)‏ (ولد 1943 م) هو مستشرق ألماني.
من آثاره: فهرس المخطوطات الطبية العربية في مكتبة الدكتور سامي إبراهيم حداد (بالاشتراك). حلب: جامعة حلب، معهد التراث العلمي العربي - 1984  م.